# La Bataille
La Bataille korábbi község Franciaország Új-Aquitania régiójában, Deux-Sèvres megyében. 2019. január 1-jén három másik korábbi községgel egyesült és az így létrejött Chef-Boutonne új község része lett.
Lakosainak száma 75 fő (2018. január 1.). La Bataille Aubigné, Crézières, Fontenille-Saint-Martin-d’Entraigues, Loubigné és Chef-Boutonne községekkel határos.

## Népesség
A település népességének változása:
| Lakosok száma | 79   | 83   | 85   | 81   | 75   |
|               | 2013 | 2015 | 2016 | 2017 | 2018 |